# Nhà thờ Chúa Ba Ngôi ở Pezinok
Nhà thờ Chúa Ba Ngôi ở Pezinok (tiếng Slovakia: Kostol Najsvätejšej Trojice v Pezinok), còn được gọi là Nhà thờ Capuchin hoặc Tu viện Capuchin, là một nhà thờ Công giáo tọa lạc ở trung tâm lịch sử của Pezinok. Nhà thờ nằm ở số 91 phố Holubyho, thành phố Pezinok, vùng Bratislava, Slovakia. Vào ngày 17 tháng 7 năm 1963, nhà thờ này được ghi danh vào Danh sách Di tích Trung ương theo quyết định của Bộ Văn hóa Cộng hòa Slovakia.

## Lịch sử
Viên đá nền móng của nhà thờ Chúa Ba Ngôi ở Pezinok được Giám mục Andrej Kürtessy đặt vào năm 1715. Nhà thờ được thánh hiến vào ngày 9 tháng 7 năm 1730, buổi lễ có sự hiện diện của Tổng giám mục Esztergom lúc bấy giờ là Imrich Eszterházi và Giám mục thánh của Esztergom là Sigismund Bereni.

## Miêu tả
Nhà thờ là một tòa nhà có một gian giữa, được xây dựng theo phong cách kiến trúc Baroque. Phía trên nhà thờ là một tháp chuông được một người gốc Trnava tên là Karol Filgrader xây vào năm 1807. Tác giả của bức tranh Chúa Ba Ngôi trên bàn thờ chính là J. Kuch. Ngoài bàn thờ chính, trong nhà thờ còn có các bàn thờ phụ (Thánh Phanxicô, Thánh Fidel, Thánh Felix và Thánh Elizabeth). Augustín Barta sơn các bức tường của nhà thờ vào năm 1912. Nhà thờ được xây kết nối với tu viện Capuchin.